# Golbāf
Golbāf (persiska: گلباف) är en ort i Iran.   Den ligger i provinsen Kerman, i den sydöstra delen av landet, 900 km sydost om huvudstaden Teheran. Golbāf ligger 1 756 meter över havet och antalet invånare är 8 341.
Terrängen runt Golbāf är kuperad åt nordost, men åt sydväst är den bergig. Golbāf ligger nere i en dal.Runt Golbāf är det glesbefolkat, med 13 invånare per kvadratkilometer. Det finns inga andra samhällen i närheten. Trakten runt Golbāf är ofruktbar med lite eller ingen växtlighet.